# 瓦朗·扎伊尔-埃梅里
瓦朗·扎伊尔-埃梅里（法語：Warren Zaïre-Emery，2006年3月8日—），法国职业足球运动员，司职中场，效力于法甲俱乐部巴黎圣日耳曼和法國國家足球隊。
扎伊尔-埃梅里出身于巴黎圣日耳曼青训学院，2022年8月进入巴黎一线队，成为巴黎最年轻的球员。首个赛季，他以16岁的年纪，拿下首个法甲冠军，同时成为俱乐部最年轻的进球球员、欧洲冠军联赛淘汰赛阶段最年轻的首发球员。第二个赛季，他进一步巩固首发地位，拿下国内比赛三冠王。
国家队方面，扎伊尔-埃梅里代表法國U16至法國U21出战。2023年9月，他成为法国U21三十年来最年轻的隊長。同年11月，首次代表法国队出战便进球，成为法国第三年轻的首发球员、第二年轻的进球球员。

## 早年经历
扎伊尔-埃梅里生于法国塞纳-圣但尼省蒙特勒伊，在法蘭西島大區成长。其父亲弗兰克·埃梅里（Franck Emery）也是足球运动员，曾效力于塞纳-圣但尼省红星足球俱乐部。母亲是馬提尼克裔。
扎伊尔-埃梅里4岁效力于欧贝维利耶，等了一年才拿到首个足球执照。

## 俱乐部生涯

### 青训队
在欧贝维利耶打响名气后，扎伊尔-埃梅里很快就被欧贝维利耶发掘，2014年签约。在巴黎青训学院，他与年龄超过自己的组别打比赛，深受各组别教练赏识。2021至22赛季，15岁的扎伊尔-埃梅里加入巴黎U19，成为巴黎U19最年轻的球员。虽然年纪轻轻，扎伊尔-埃梅里已经是U19的关键球员，其中最受瞩目的一场比赛是2021年12月的欧洲青年联赛，他在巴黎主场对阵皇家布魯日的比赛中攻入一球、助攻一次，帮助球队3比2取胜，艰难晋级16强赛。15岁的时候，扎伊尔-埃梅里获毛里西奥·波切蒂诺征召进一线队。在尚未签署第一份职业合同的情况下，扎伊尔-埃梅里受到欧洲其他豪门关注，最终他在2022年3月加入了佐治·文迪斯的经纪公司。

### 一线队
2022年7月，扎伊尔-埃梅里与巴黎签署首份职业合同，合同期限三年，2025年6月30日约满。在巴黎新帅克里斯托夫·加尔蒂的带领下，扎伊尔-埃梅里在对阵克维伊鲁昂的友谊赛中首次代表巴黎出场，帮助球队2比0取胜。之后随巴黎赴日本参加季前赛，其中在3比0战胜浦和紅鑽的比赛中首发登场。2022年8月6日，扎伊尔-埃梅里个人首次代表巴黎出战，在5比0客场战胜克莱蒙的比赛中替补登场。他以16岁又151天的年纪，成为参加巴黎正式比赛最年轻球员，打破了此前由埃尔查达耶·比特夏布缔造的纪录。10月25日，扎伊尔-埃梅里参加首次参加欧洲冠军联赛，在7比2主场战胜海法马卡比的比赛中替补登场，成为欧冠赛场上的最年轻的巴黎球员。2023年1月7日，在客场3比1战胜沙托鲁的法國盃比赛中首发，成为巴黎史上最年轻的首发球员。8天后，他又在客场1比0击败雷恩的法甲联赛中首发，成为巴黎史上最年轻的法甲首发球员。2月1日，16岁又343天的扎伊尔-埃梅里在3比1战胜蒙彼利埃的比赛中替补上场，攻入个人在巴黎的首枚进球，成为巴黎最年轻的进球球员。2月14日，在0比1惜败拜仁慕尼黑的欧冠淘汰赛中首发登场，成为欧冠有史以来最年轻的首发球员。最终，扎伊尔-埃梅里随巴黎拿下2022年至2023年法國足球甲級聯賽冠军。
2023年8月26日，在巴黎3比1战胜朗斯的法甲比赛中，扎伊尔-埃梅里助攻馬爾科·阿辛斯奧破门，创下个人在巴黎的首次助攻，是自2006年有记录以来在法甲助攻的最年轻巴黎球员。10月4日，巴黎4比1客场战胜纽卡斯尔联的欧冠联赛上，扎伊尔-埃梅里助攻盧卡斯·埃爾南德斯进球，成为在欧冠上助攻的最年轻法国及巴黎球员。10月11日，英国报纸《衛報》评选2006年出生的最佳足球运动员，扎伊尔-埃梅里榜上有名。两个礼拜后，扎伊尔-埃梅里又在巴黎3比0战胜AC米兰的欧冠比赛中助攻两球，同时在比赛中成为在巴黎首发20场的最年轻球员。10月29日，巴黎3比2客场险胜布雷斯特，扎伊尔-埃梅里禁区外劲射球门左上角破门，拿下赛季开门红。随后巴黎3比0战胜蒙彼利埃的比赛中，扎伊尔-埃梅里攻入个人在王子公园体育场的首枚进球。12月13日，在巴黎1比1战平多特蒙德的欧冠联赛中攻入个人欧冠首球，帮助巴黎晋级淘汰赛。他以17岁又280天的年纪，成为欧冠史上最年轻的法国进球球员。
2024年4月27日，巴黎主场对战勒阿弗尔的比赛前，巴黎宣布将扎伊尔-埃梅里的合同延长到2029年6月30日。在这场比赛中，扎伊尔-埃梅里助攻巴特利·巴高拿破门，帮助巴黎3比3逼平对手。比赛第二天，伴随着里昂击败摩纳哥，扎伊尔-埃梅里随巴黎拿下第二个法甲冠军。5月13日，UNFP足球奖颁奖典礼上，扎伊尔-埃梅里当选法甲年度最佳年轻球员，入选年度最佳阵容。5月25日，扎伊尔-埃梅里在2024年法国杯决赛首发登场，帮助巴黎2比1战胜里昂。
2024年8月16日，法甲首个比赛日，扎伊尔-埃梅里代表巴黎首发出场，帮助巴黎4比1战胜勒阿弗尔。8月23日，巴黎首个主场比赛，扎伊尔-埃梅里穿裆过掉蒙彼利埃后卫布巴卡尔·库亚特，之后射向门将邦雅曼·勒孔特的左边破门，打入巴黎第五个进球，帮助球队6比0大胜蒙彼利埃；《巴黎人报》称赞这颗进球“壮丽”。11月6日，在欧冠瑞士轮客场2比1战胜马德里竞技。2025年1月18日，扎伊尔-埃梅里代表巴黎出场次数突破100次，在客场首发2比1击败朗斯。他以18岁10个月10天的年纪超越让-马克·皮洛尔盖，成为在出场次数突破100次的最年轻球员。2025年3月8日，19岁生日当天，他戴上巴黎队长袖标，成为继17岁的馬馬杜·沙高后巴黎队史第二年轻的队长，帮助巴黎4比1战胜雷恩。2025年4月5日，他率领巴黎1比0击败昂熱，拿下队史第13个法甲冠军。2025年5月31日，他在2025年歐洲冠軍聯賽決賽中替补上场，帮助巴黎5比0大胜国际米兰，拿下球队首个欧洲三冠王。

## 国家队生涯

### 青年队
2022年4月，扎伊尔-埃梅里入选法國U17参加2022年歐洲U-17足球錦標賽的名单，是U17内唯一一个2006年出生的球员（其余都是2005年）。最终法国拿下比赛胜利，扎伊尔-埃梅里贡献两球。
2023年9月，扎伊尔-埃梅里获新上任的教练蒂埃里·亨利征召进法国U21。亨利在法国对阵丹麥和斯洛文尼亞的友谊赛中担任隊長，成为法国青年队30年以来最年轻的队长。

### 成年队
2023年11月9日，扎伊尔-埃梅里获法國國家足球隊征召参加对阵直布羅陀和希臘的2024年欧洲杯资格赛，成为自1914年莫里斯·加斯蒂格以来，法国国家队最年轻的球员，也是法国队史上第三年轻的球员。在11月18日对阵直布罗陀的比赛，法国取得14比0的大胜，创下球队有史以来的最大比分，扎伊尔-埃梅里攻入一球；他成为法国史上第二年轻的进球球员，仅次于莫里斯·加斯蒂格。然而在进球过程中，扎伊尔-埃梅里被直布罗陀后卫伊森·桑托斯铲倒在地，裁判在检查后对桑托斯出示红牌。据称这次侵犯让扎伊尔-埃梅里脚踝严重扭伤，预计无法参加2023年年底前的所有比赛。
2024年5月16日，扎伊尔-埃梅里获迪迪埃·德尚征召参加2024年歐洲足球錦標賽。

## 比赛风格
虽然年纪轻轻，扎伊尔-埃梅里已经是一名成熟的防守中場，身体素质不错，技术能力出色，既擅长夺球，又善于发起进攻，为球队比赛提供组织结构，平衡中场。他阅读比赛能力十分出众，在球场上的性格稳重，且身型占优，技术能力精湛，能经常承担责任，同时保持冷静和自律的态度。

## 个人生活
2024年5月16日，在巴黎慈善晚会上，扎伊尔-埃梅里与2022年青年金球奖得主、巴黎女子队门将奥塞昂·图桑（Océane Toussaint）大方示爱。此前在2024年1月的路易威登活动中，有媒体报道两人共处的照片。

## 生涯统计

### 俱乐部
最後更新：2025年5月31日
| 俱乐部       | 赛季     | 联赛     | 联赛 | 联赛 | 杯赛 | 杯赛 | 欧战 | 欧战 | 其他 | 其他 | 总计 | 总计 |
| 俱乐部       | 赛季     | 组别     | 出场 | 进球 | 出场 | 进球 | 出场 | 进球 | 出场 | 进球 | 出场 | 进球 |
| ------------ | -------- | -------- | ---- | ---- | ---- | ---- | ---- | ---- | ---- | ---- | ---- | ---- |
| 巴黎圣日耳曼 | 2022–23  | 法甲     | 26   | 2    | 2    | 0    | 3    | 0    | 0    | 0    | 31   | 2    |
| 巴黎圣日耳曼 | 2023–24  | 法甲     | 26   | 2    | 5    | 0    | 11   | 1    | 1    | 0    | 43   | 3    |
| 巴黎圣日耳曼 | 2024–25  | 法甲     | 29   | 1    | 5    | 1    | 13   | 1    | 1    | 0    | 48   | 3    |
| 生涯总计     | 生涯总计 | 生涯总计 | 81   | 5    | 12   | 1    | 27   | 2    | 2    | 0    | 122  | 8    |

注释
1. 1 2 3  欧洲冠军联赛
2. 1 2  法國超級盃

### 国家队
最後更新：2025年3月23日
| 国家队 | 年份 | 出场 | 进球 |
| ------ | ---- | ---- | ---- |
| 法國   | 2023 | 1    | 1    |
| 法國   | 2024 | 5    | 0    |
| 法國   | 2025 | 1    | 0    |
| 总计   | 总计 | 7    | 1    |

### 国家队进球纪录
进球比分与最终比分以法国队得分为先
| # | 日期           | 场地                     | 对手     | 进球比分 | 最终比分 | 比赛                          |
| - | -------------- | ------------------------ | -------- | -------- | -------- | ----------------------------- |
| 1 | 2023年11月18日 | 法國尼斯安聯里維耶拉球場 | 直布罗陀 | 3–0      | 14–0     | 2024年歐洲足球錦標賽外圍賽B組 |

## 荣誉

### 俱乐部
巴黎圣日耳曼
- 法国足球甲级联赛冠军：2022–23[59]、2023–24[33]、2024–25[60]
- 法國盃冠军：2023–24（英语：2023–24 Coupe de France）[37]
- 法國超級盃冠军：2023（英语：2023 Trophée des Champions）[61]、2024
- 欧洲冠军联赛冠軍：2024-25[45]

### 国家队
法国U17
- 歐洲U-17足球錦標賽冠军：2022（英语：2022 UEFA European Under-17 Championship）[62]

个人
- 青年金球奖（英语：Titi d'Or）：2022[63]
- 法甲年度最佳年轻球员（英语：Ligue 1 Young Player of the Year）：2023–24[35]
- 职业足球运动员全国联盟法甲年度最佳阵容（英语：Trophées UNFP du football#Team of the Year）：2023–24[64]
- 國際足球歷史和統計聯合會全球最佳U20男子阵容：2023[65]